# Ravinder Grewal
Ravinder Grewal (28 de marzo de 1977 en Ludhiana distrito de Punjab), es un actor y cantante indio.
Ravinder Grewal ha sido considerado uno de los intérpretes de voz única, por su forma de cantar como ser la música tradicional de Punjab, inspirado en las generaciones pasadas. Él no ha dejado de producir sus últimos hits, sobre los lanzamientos de sus producciones discográficas. Además ha sido reconocido también, como uno de los intérpretes de la música Bhangra dentro de la generación moderna. Sus canciones suelen tener letras de pureza y agradabilidad, si bien él ha interpretado varios temas musicales religiosos.

## Discografía
- Aaja Ni Aaja
- Aaveen Baba Nanaka (Religious)
- Aj Din Shagna Da
- Botal Wargi Tu
- Eh Hai Khalsa (Religious)
- Fansi
- Gabroo Shokeen
- Gulabi Pagg Ban Mitra
- Guru Manieo Granth (Religious)
- Haaye Meri Billo (2011)
- Hatt Pichhe
- Haye Mera Dil
- Ik Din
- Ishq Tere Di Lor
- Jaan
- Jattan De Munde
- Kharka-Darka
- Mehfil Mittran Di
- Naal Nach Lei
- Parhan Naanke La Ti
- Parnaam Shaheedan Nu (Religious)
- Roula Pai Gaya
- Teri Haan Vich Haan
- Teri Meri Jodi

## Famosas canciones
01: Balle
02: Let Down your Hair
03: Haaye Meri Billo
04: Dilla Nu
05: Jatt Maujan Karade
06: Kabaadi
07: Sochan Vich
08: Ishq Ho Gaya
09: Paundah Bhangra
10: Nachana
11: Tu Hi Tu
12: Chandigarah

## El Top de sus canciones
- Tedhi Pagg Walia (Album: Kharka-darka)
- Kharka-darka (Album: Kharka-darka)
- Taarian Di Lo (Album: Kharka-darka)
- Botal Wargi Tu (Album: Roula Pai Gaya)
- Mitran De Na Lagda (Album: Gabroo Shokeen)

- Datos: Q6100733
- Multimedia: Ravinder Grewal / Q6100733